# جان بابتيست كامي كورو
جان بابتيست كامي كورو (بالفرنسية: Jean-Baptiste Camille Corot)‏ (16 يوليو 1796-22 فبراير1875) هو رسام فرنسي ونحات.أجاد رسم المناظر الطبيعية والبورتريه بالإضافة لإجادته صنع المطبوعات عن طريق النقش. كان شخصية هامة في مجال رسم المناظر الطبيعية، تندرج نسبة كبيرة من أعماله تحت فئة الكلاسيكية الجديدة، وابتكر بالإضافة لذلك فن الرسم الانطباعي في الهواء الطلق.

## سيرته الشخصية

### النشأة وتدريبه
ولد جان بابتيست كامي كورو (يختصر بكاميل كورو) في 16 يوليو 1796 في باريس، في منزل رقمه 125 بشارع دو باك، والذي هُدم الآن. كانت عائلته من الطبقة البرجوازية إذ عمل والده بصناعة الشعر المستعار أما أمه فصنعت قبعات الرأس. لم يشعر أبدًا -على عكس تجربة بعض زملائه الفنانين- طوال حياته بالحاجة للمال، إذ قام والداه باستثمارات جيدة وأداراها جيدًا. اشتريا بعد زواجهما متجرًا لبيع القبعات النسائية حيث عملت والدته وتخلّى والده عن مهنته كصانع للشعر المستعار من أجل إدارة الجانب التجاري من المتجر. كان المتجر وجهة معروفة للباريسيين وحصلت العائلة على دخل ممتاز من خلاله. كان كورو الابن الثاني من بين ثلاثة أبناء، عاشوا فوق متجرهم خلال تلك السنوات.
تلقى كورو منحة للدراسة في ليسيه بيير كورنيل في روان، لكنه غادر بعد أن واجه صعوبات مدرسية لينتقل إلى مدرسة داخلية، «لم يكن طالبًا جيدًا، ولم يحصل على إشادة واحدة طوال فترة حياته الدراسية في المدرسة بأكملها، حتى في دروس الرسم فلم يكن بارعًا بها». لم يظهر كورو -على عكس العديد من الأساتذة الذين أظهروا مواهبًا وميولًا فنية مبكرًا- لم يظهر كورو أي نوع من هذا الاهتمام قبل عام 1815. عاش خلال تلك السنوات مع عائلة سينيغون، والتي كان بطريركها صديقًا لوالده وأمضى الكثير من الوقت بممارسة السير في الطبيعة مع الشاب كورو. رسم كورو لوحاته الطبيعية الأولى في هذه المنطقة. في التاسعة عشر من عمره، كان كورو «طفلًا كبيرًا، وخجولًا وغير لبق». كان يحمر خجلًا عند التحدث إليه من قبل السيدات الجميلات اللواتي يترددن إلى صالون والدته بكثرة، كان يُحرج ويهرب وكأنه رأى شيئًا غريبًا. أما على الصعيد العاطفي، كان حنونًا ومربى تربية جيدة، يعشق أمه ولكنه كان يرتعد عندما يتحدث لوالده. انتقل كورو البالغ من العمر حينها 21 عامًا، عندما انتقل والداه إلى مسكن جديد في عام 1817، إلى غرفة النوم في الطابق الثالث، والتي أصبحت أول استوديو له.
تدرب بمساعدة والده على تجارة الجوخ، ولكنه كره الحياة التجارية واحتقر ما سماه «الحيل التجارية»، ومع ذلك بقي في التجارة وعمل بإخلاص حتى أصبح عمره 26 عامًا، عندما وافق والده على امتهانه الفن. صرح كورو لاحقًا:«لقد أخبرت والدي أنني والعمل ببساطة غير متوافقين، وأنني أريد ترك العمل».  أثبتت تجربة العمل أنها مفيدة له من خلال مساعدته على تطوير شعوره الجمالي من خلال تعامله مع ألوان متعددة من الأقمشة. التفت -ربما من الملل- إلى فن رسم اللوحات الزيتية خلال حوالي عام 1821 وبدأ على الفور برسم المناظر الطبيعية. بدأ كورو ابتداءً من عام 1822 (بعد وفاة أخته) بالحصول على علاوة سنوية قدرها 1500 فرنك والتي مولت مهنته الجديدة بشكل مناسب بالإضافة لتمويلها تكاليف الاستوديو والمواد والسفر لبقية حياته. استأجر على الفور استوديو في كاي فولتير.
خلال الفترة التي اكتسب فيها كورو وسائل ساعدته لتكريس نفسه للفن، كان فن «اللوحة الطبيعية» في تصاعد، وانقسمت عمومًا إلى فئتين: الفئة الأولى: المشهد التاريخي من قِبل الكلاسيكيين الجدد في جنوب أوروبا والذين مثلوا وجهات نظر مثالية للمواقع الحقيقية والخيالية المليئة بالحياة مع الأساطير القديمة، وشخصيات الكتاب المقدس.
الفئة الثانية: المناظر الطبيعية الواقعية والتي كانت أكثر شيوعًا في شمال أوروبا، والتي كانت وفية إلى حد كبير للطبوغرافيا الفعلية، والهندسة المعمارية، والنباتات، والتي أظهرت غالبًا أشكال الفلاحين. بكلا الاتجاهين: سيبدأ فنانو المناظر الطبيعية رسم المناظر الطبيعية والرسم الأولي خارجيًا، وانهاء إنجاز الأعمال داخل المنزل. تأثر فنانو المناظر الطبيعية الفرنسية في أوائل القرن التاسع عشر بأعمال الإنجليز وخاصة جون كونستابل وجي إم دبليو تيرنر، اللذان عززا الاتجاه لصالح الواقعية وبعيدًا عن الكلاسيكية الجديدة.
درس كورو لفترة قصيرة بين عامي 1821 و 1822، مع رسام المناظر الطبيعية أخيل إتنا والذي كان محميًا من الرسام جاك لويس ديفيد والذي كان معلمًا مرموقًا. كان لميشالون تأثيرًا كبيرًا على حياة كورو. شملت دروس كورو في الرسم تتبع المطبوعات الحجرية، ونسخ الأشكال ثلاثية الأبعاد، وصنع رسومات المناظر الطبيعية واللوحات في الهواء الطلق، وخاصة في غابات فونتينبلو، والموانئ البحرية على طول النورماندي، والقرى الواقعة غرب باريس مثل فيلدافاراي (حيث امتلك والداه منزلًا ريفيًا). علمه ميشالون مبادئ التقليد الفرنسي الكلاسيكي الحديث. تبنى بيير هنري دي فالنسيان في أطروحته، وتمثل بأعمال الكلاسيكيين الفرنسيين الحديثين كلود لورين ونيكولا بوسان، اللذان كان تمثيل الجمال المثالي في الطبيعة المرتبطة بالأحداث في العصور القديمة هو هدفهما الرئيسي.
على الرغم من أن هذه المدرسة كانت آخذة بالانخفاض، فقد بقيت مهيمنة في الصالون، وهو المعرض الفني الأول في فرنسا والذي حضره الآلاف في كل مناسبة. صرح كورو فيما بعد قائلًا:«رسمت أول منظر طبيعي في الطبيعة تحت عين هذا الرسام والذي كانت نصيحته الوحيدة هي أن أعرض بأقصى درجات الدقة كل ما رأيته أمامي. لقد نجح هذا الدرس، ومنذ ذلك الحين أصبحت أقدّر الدقة». درس كورو بعد وفاة ميكالون في عام 1822 مع مدرس ميكالون، جان فيكتور بيرتين والذي كان من بين أفضل رسامي المناظر الطبيعية الكلاسيكية الحديثة في فرنسا، والذي جعل كورو يرسم نسخًا من المطبوعات الحجرية من المواد النباتية من أجل تعلم الأشكال العضوية الدقيقة. على الرغم من تقديره للكلاسيكيين الجدد، فإن  تدريب كورو لم يقتصر على تقليدهم الرمزي في الطبيعة المتخيلة، إذ تكشف دفاتر الملاحظات الخاصة به عن وصف دقيق لجذوع الأشجار والصخور والنباتات التي تظهر تأثير الواقعية الشمالية. أظهر كورو طوال حياته المهنية ميلًا لتطبيق كلا التقاليد في عمله، والجمع بين الاثنين أحيانًا.

## جوائز
حصل على جوائز منها:
- نيشان جوقة الشرف من رتبة ضابط (29 يونيو 1867)[31]
- وسام جوقة الشرف من رتبة فارس (25 يوليو 1846).[31]

## روابط خارجية
- جان باتيست كامي كورو على موقع الموسوعة البريطانية (الإنجليزية)
- جان باتيست كامي كورو على موقع ميوزك برينز (الإنجليزية)
- جان باتيست كامي كورو على موقع إن إن دي بي (الإنجليزية)
- جان باتيست كامي كورو على موقع ديسكوغز (الإنجليزية)